# Robert Adams (armeiro)
Robert Adams (1810–1870) foi um armeiro britânico do século XIX que patenteou o primeiro revólver de dupla ação em 1851. Seus revólveres foram usados durante a Guerra da Crimeia, a Revolta dos Cipaios, Guerra Civil Americana e Guerra Anglo-Zulu.

## Carreira

### George & Deane

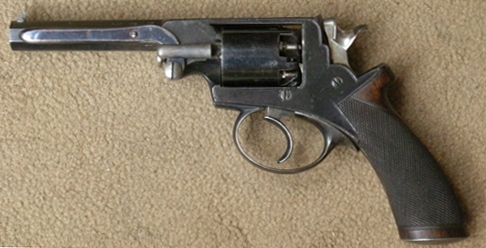
Um revólver Adams calibre 36.

Adams era o gerente dos fabricantes de armas de Londres George & John Deane. Em 22 de agosto de 1851, ele recebeu uma patente britânica para um novo design de revólver.
O ".436 Deane & Adams" era um revólver de percussão de cinco tiros do tipo "cap and ball" (abreviação de "percussão"-"capplock" + "bala esférica"-"ball") com um cão sem o "apêndice" ("spur" em inglês) de acionamento,  e o primeiro revólver com um quadro sólido. O revólver usava um sistema de ação dupla apenas no qual o cão externo não podia ser engatilhado com o polegar para trás, como a maioria das outras pistolas da época, mas engatinhava quando o gatilho era puxado. Isso tornou possível disparar a arma muito mais rapidamente do que os revólveres de ação simples contemporâneos, como o Colt, que precisava ser engatilhado antes de cada tiro.
O revólver de "Deane & Adams" foi mostrado na Grande Exposição de 1851 e posteriormente aprovado pelo "British Army's Small Arms Committee", além de ser adotado pela Companhia das Índias Orientais para uso por sua cavalaria. Os pedidos do revólver foram grandes o suficiente para levar os irmãos Deane a fazer de Adams um sócio em sua empresa, que passou a se chamar "Messrs. Deane, Adams, and Deane".

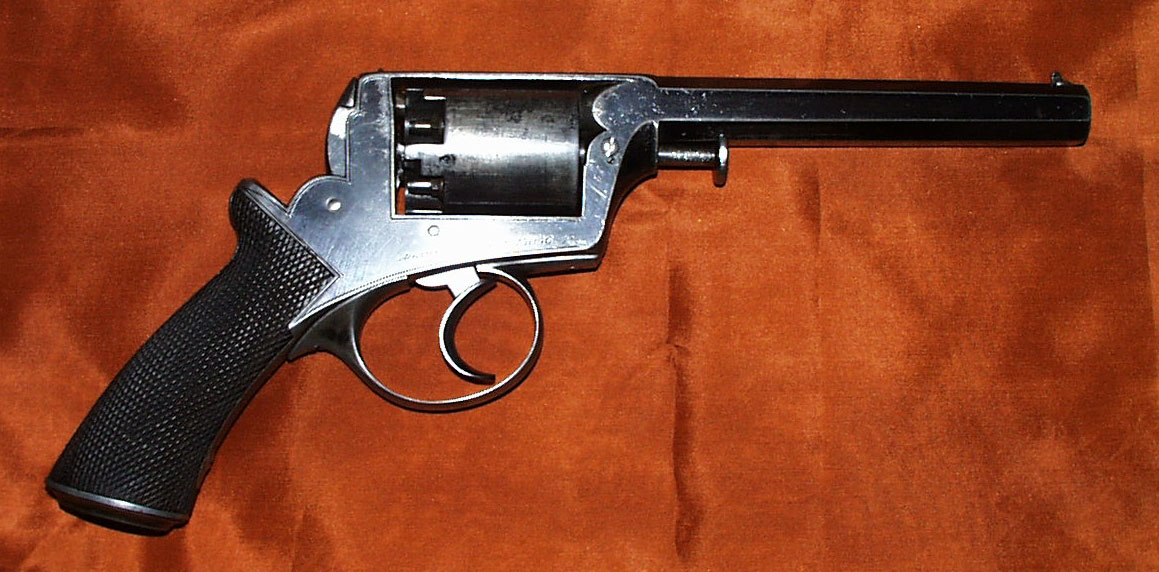
Um Adams com quadro melhorado de 1854.

Embora altamente considerado, o revólver Adams feito à mão era mais caro do que as armas Colt produzidas em massa. Faltava um escudo de recuo atrás do cilindro, o que deixava a mão do atirador sujeita a queimaduras de pólvora resultantes do "blowback" causado pela imprevisível pólvora negra da época. A falta de um "apêndice" no cão foi criticada porque a puxada no gatilho mais longa do Adams o tornou menos preciso do que o Colt. Além disso, os "tubos" do Adams, sobre os quais as espoletas de percussão eram colocadas, não eram de aço suficientemente endurecido e às vezes explodiam ao disparar.
Um modelo de "quadro aprimorado" foi oferecido em 1854, apresentando uma aparência mais elegante e uma empunhadura mais confortável. Nesse mesmo ano, o British Board of Ordnance avaliou o Adams juntamente com outros revólveres de percussão com o objetivo de adotá-lo como arma oficial de serviço. Preocupações com o escape de gás entre o cilindro e cano durante o disparo resultaram em nenhuma decisão sendo tomada. No entanto, oficiais britânicos compraram o Adams em particular e a arma provou seu valor na batalha durante a Guerra da Crimeia.

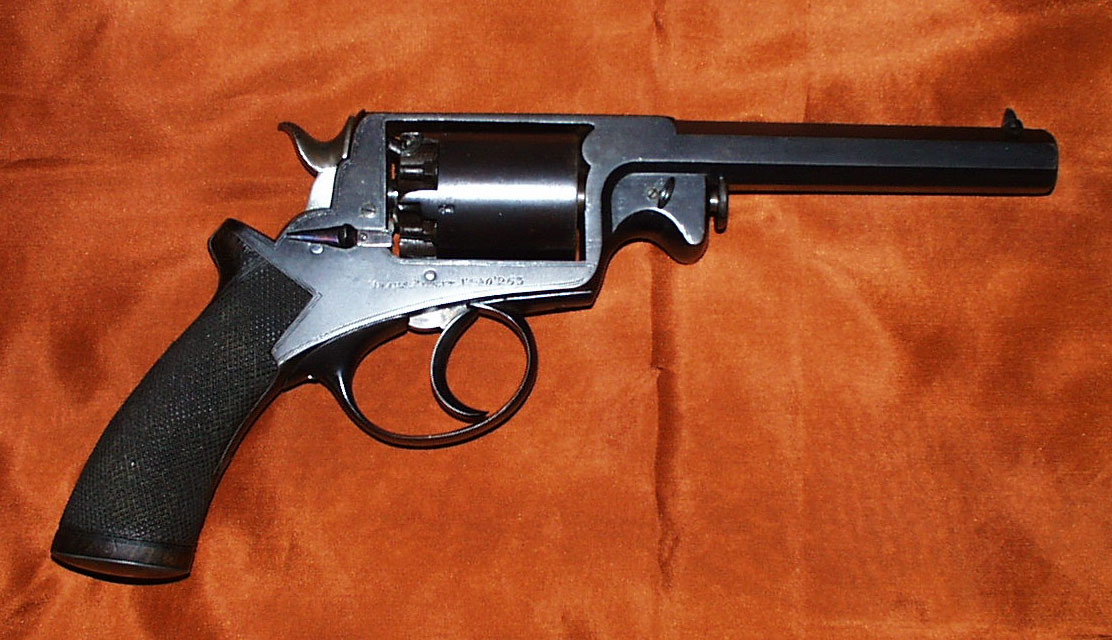
Um revólver Beaumont–Adams.

### Beaumont–Adams
Em 1855, um veterano do conflito da Criméia, o tenente Frederick E.B. Beaumont melhorou a arma ligando o gatilho a um cão com o "apêndice" para engatilhar, permitindo disparos tanto de ação simples quanto de ação dupla. Uma nova versão do revólver, o Beaumont–Adams, foi produzida e se tornou tão popular que dizem que Samuel Colt foi forçado a fechar sua fábrica em Londres como resultado.

### London Armoury Company

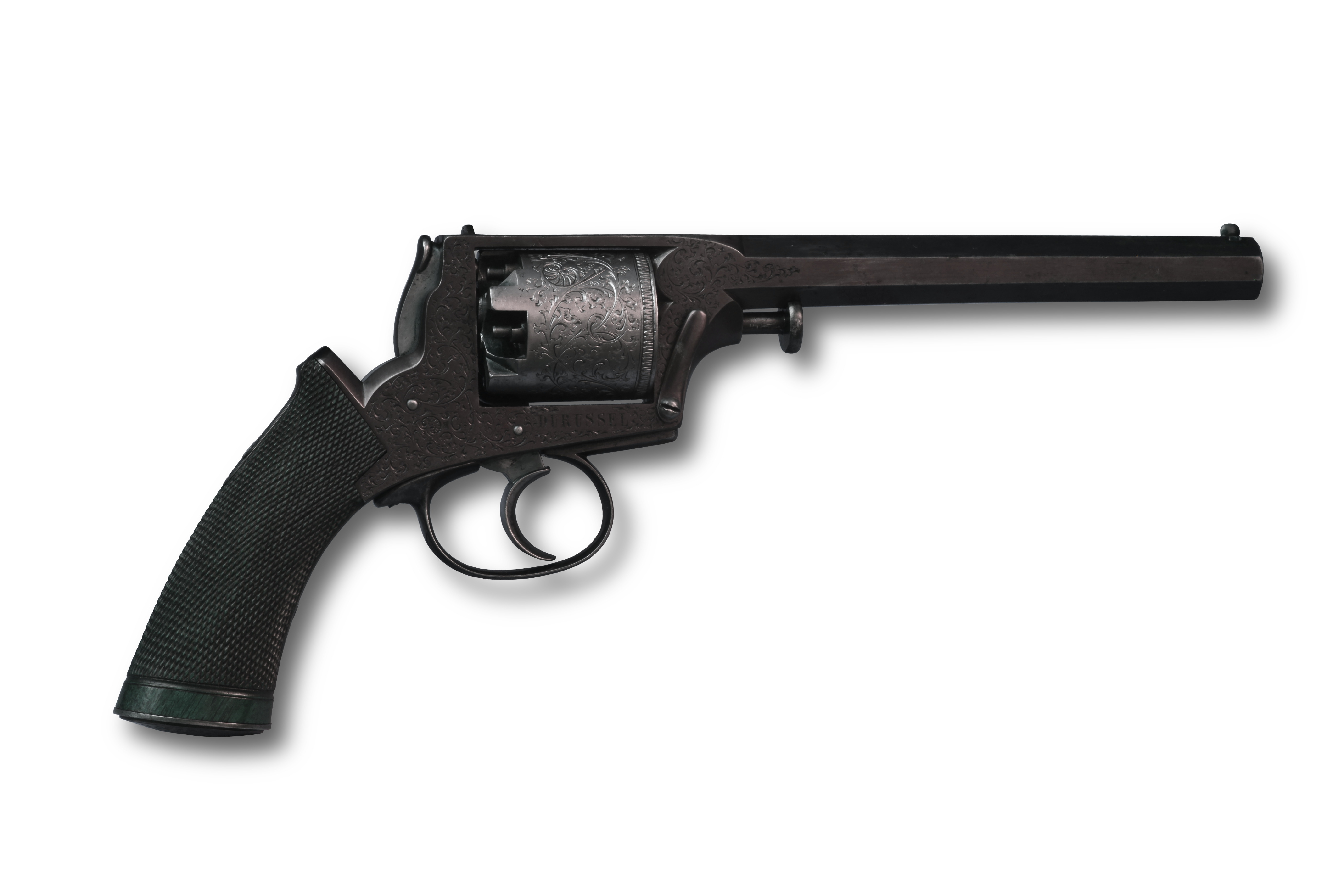
Um revólver Adams adornado de 1860.

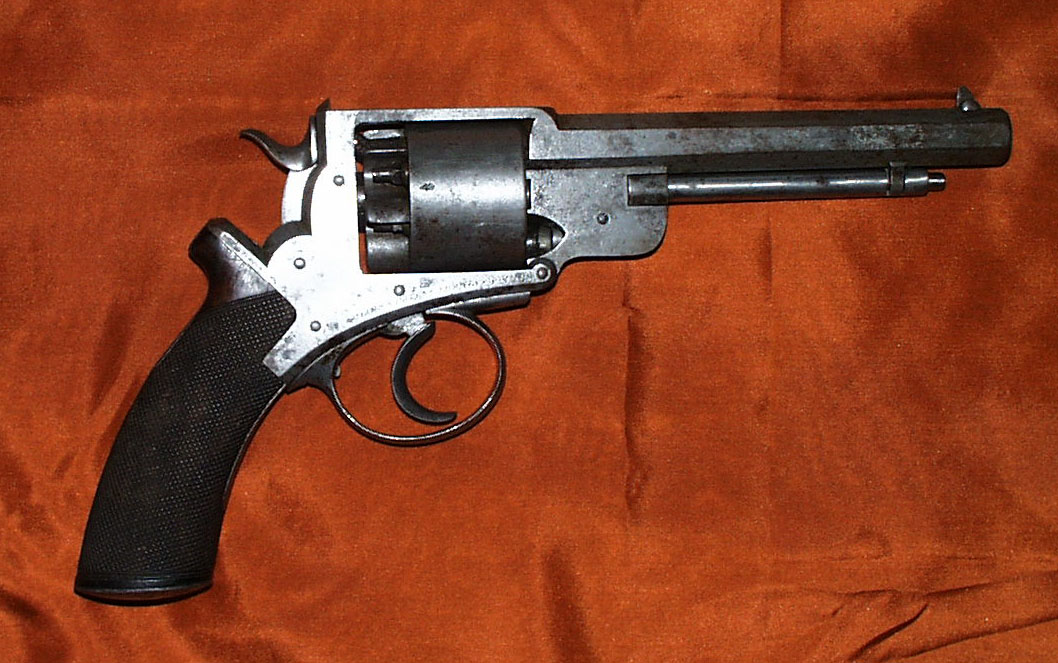
Último modelo do Adams (Robert) de 1866.

Adams teve um desentendimento com os irmãos Deane no ano seguinte e fundou uma nova empresa de armas, a London Armoury Company, em 9 de fevereiro de 1856. Outro acionista importante era o primo de Adams, James Kerr, que mais tarde inventou o revólver "Kerr's Patent Revolver". A fábrica foi estabelecida nas antigas instalações da South-Eastern Railway Company no distrito de Bermondsey de Londres.
A Rebelião Indiana de 1857 estabeleceu o Adams como o revólver oficial do exército britânico. Na dura luta, descobriu-se que o fogo rápido era mais importante do que a precisão, e o poder de parar o homem da bala de grande calibre do Adams também foi valorizado.
Muitas variações e melhorias foram feitas no Adams, que foi fabricado na Europa e brevemente nos Estados Unidos sob licença. A maioria das armas Adams de fabricação britânica parecem ter gáugio 54 (aproximadamente calibre .44), mas vários calibres menores e pelo menos um maior também foram oferecidos. Em 1857, o governo dos EUA comprou 100 revólveres de calibre .36 e outros 500 da Massachusetts Arms Company, licenciada pela Adams. As 100 armas de fabricação britânica foram entregues ao Exército dos EUA com o resto mantido em armazenamento até que fossem distribuidas no início da Guerra Civil Americana. Além disso, revólveres Adams foram comprados do London Armory antes e durante a guerra por estados individuais e os governos dos Estados Unidos e da Confederação.
A London Armory Company cresceu muito devido à fabricação do revólver Adams, porém, em 1859, a diretoria da empresa decidiu aumentar a produção de rifles de infantaria, diminuindo a produção de revólveres. Adams discordou da decisão, vendendo suas ações e saindo da empresa. Kerr então se tornou a figura dominante da empresa, e seus revólveres, junto com um grande número de rifles, foram vendido ao governo Confederado, que se tornou o principal cliente do armeiro. Com a queda da Confederação, a sorte da empresa mudou e ela entrou em liquidação em 1866.
Adams possuía os direitos de seu revólver, que a London Armory Company só tinha produzido sob licença, e agora ele os fabricava em Birmingham, com pequenas melhorias mantendo seus revólveres competitivos em relação a outros designs.

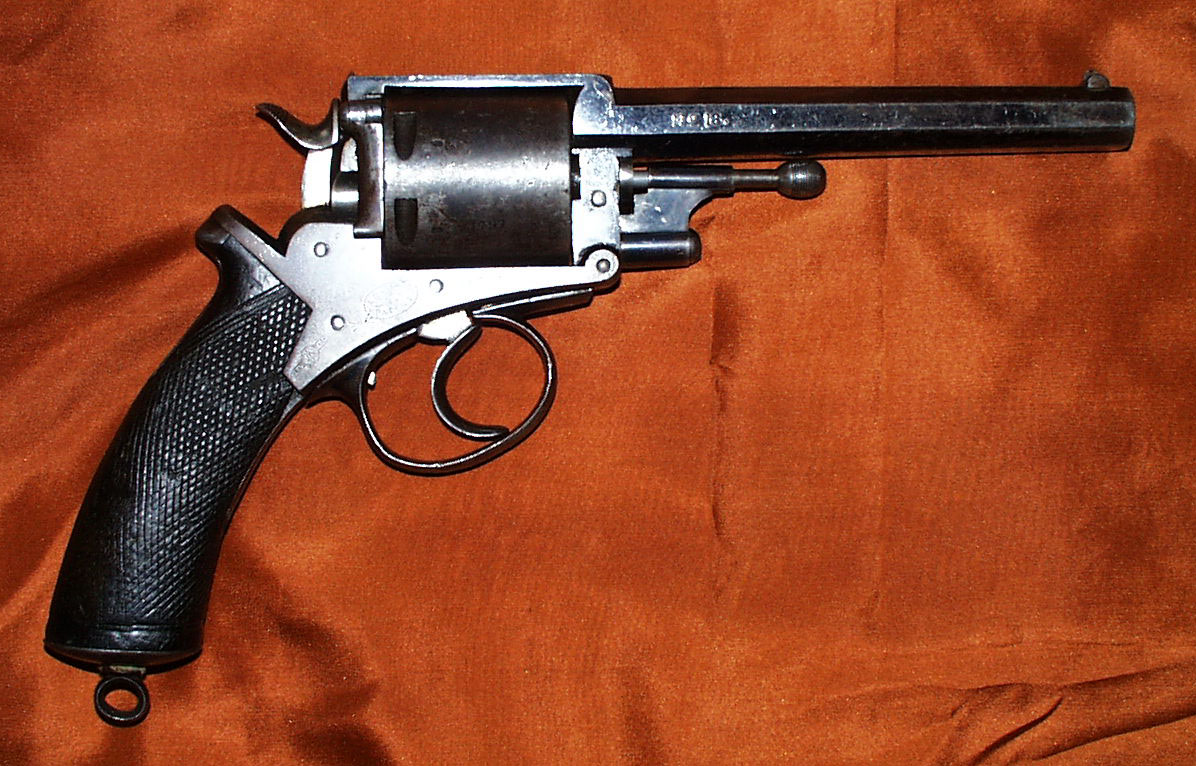
Um modelo Adams (John), de 1872.

### John Adams
Em 1867, o irmão de Robert Adams, John Adams, patenteou um revólver por retrocarga que foi adotado pelo governo britânico no lugar do Beaumont–Adams. Era um revólver de corpo sólido com seis câmaras, no calibre .450. Após a aceitação oficial de seu revólver, Adams deixou a London Armory Company e estabeleceu sua própria fábrica, a Adams Patent Small Arms Company. Seu revólver foi fabricado em três variações distintas (diferenças relacionadas principalmente aos métodos de ejeção do cartucho deflagrado) entre 1867 e cerca de 1880. Os modelos foram testados e adotados pelo Exército e pela Marinha Britânica, sendo o último, o M1872 Mark III, o mais utilizado.
O revólver John Adams permaneceu sendo a arma oficial do exército britânico até ser substituído pelo Enfield Mark I em 1880.